# 許斐氏
許斐氏（このみし）は日本の氏族のひとつ。

## 概要
許斐（このみ）姓の読み方は、現代漢字の解釈でいうと、音読外来語の読みであり、姓の由来に関しては諸説ある。
祖は人皇59代宇多天皇の皇子清氏親王である初代宗像大宮司清氏の次男氏章、または第15代氏平、あるいは第24氏俊の甥・氏元と言われる。由来は鎮国寺（福岡県宗像市）に安置される「許斐権現」(福岡県指定文化財）の彫像であると考えられ、同じく宗像市大穂にある宗生寺(曹洞宗)は中世 許斐家の菩提寺で、許斐城主一族及び小早川隆景の墓所（遺髪塚）がある。
神社本庁や宗像大社に納められている社の「許斐」の氏性の由来についての一説に　宗像本家に「許し斐ざる(かざる)」と説かれている。これは、常に本家と供にあることを希望した意志の形ではないかと項では説かれていた。
その意を継いでなのか、許斐氏は戦国時代まで宗像家の第一の庶流、重臣として活躍し、また宗像家の後嗣が絶えた時には、宗像家へ養子を出して大宮司を継承し宗像家を存続するという重要な役目を担っていた。

## 歴史
古くは平氏政権全盛の頃、主家宗像家も平家武士団に組し、許斐家も平重盛に仕え水軍を司る。
1551年、宗像氏の主家であった周防国の守護大名大内義隆が、家臣の陶晴賢に討ち取られると、宗像家はそのまま陶晴賢の勢力下に入った。だが家中では主君であった大内家が下克上により陶家へ変わったことで、不満を抱く者もあり、次第に一門同士での争いに発展していった。当時　許斐本家の当主氏任もその急先鋒として宗像本家に離反し陰謀を企てるが、本家に事前に知られることとなり、あえなく戦死した。
天正14年（1586年）、陶晴賢の後見で当主となった宗像氏貞が病のために亡くなると、嗣子のいなかった宗像家では、その年 豊臣秀吉が九州へ進攻してくると、九州平定策として秀吉から宗像家 宗像才鶴（当時およそ5万石）に一時所領の安堵を言い渡されたが、その後改易され所領は没収された。
有史以来続いた宗像（許斐）家の歴史はここに潰えることとなった。
その後、他の許斐一族を含む宗像一門も離散し、氏任の子氏備は戦国大名の秋月氏、同じ大内氏を主家にした縁で筑後国上妻郡領主（現・福岡県八女市）の筑紫広門に匿われた肥前許斐家からは筑紫家臣団に入る者や、福岡藩黒田家に仕官する者たちもいた。